# Dans le jardin de mon âme
Dans le jardin de mon âme – utwór szwajcarskiej wokalistki Francine Jordi napisany przez nią samą, nagrany oraz wydany w 2002 roku i zamieszczony na piątym albumie studyjnym wokalistki pt. Im Garten meiner Seele.
W 2002 roku utwór reprezentował Szwajcarię podczas 47. Konkursu Piosenki Eurowizji, wygrywając w lutym krajowe eliminacje (organizowane przez telewizję SRG SSR) wynikiem 41,1% głosów telewidzów. W finale konkursu, który odbył się 25 maja w Saku Suurhall w Tallinnie, piosenka zajęła ostatecznie 22. miejsce, zdobywając łącznie 15 punktów. 
Oprócz francuskojęzycznej wersji singla, Jordi nagrała piosenkę w języku angielskim („In the Garden of My Soul”) i niemieckim („Im Garten meiner Seele”).

## Lista utworów
CD Maxi-single
1. „In the Garden of My Soul” (English Version) – 3:00
2. „Dans le jardin de mon âme” (French Version) – 3:00
3. „Im Garten meiner Seele” (German Version) – 3:00
4. „Dans le jardin de mon âme” (Dance Remix) – 3:30
5. „In the Garden of My Soul” (Orchester Version) – 3:00

## Notowania na listach przebojów
| Kraj       | Lista (2002)   | Miejsce |
| ---------- | -------------- | ------- |
| Szwajcaria | Singles Top 75 | 49      |